# Gerolama Orsini
Gerolama Orsini, född i Rom 1504, död 1590 i Piacenza, var hertiginna av Parma 1545-1547 som gift med Pierluigi Farnese. Hon var mor till bland annat Ottavio Farnese. Hon var dotter till den romerska adelsmannen greve Lodovico Orsini av Pitigliano och Giulia Conti. Hon var ställföreträdande regent (guvernör) i Castro för sin yngre son Orazio Farnese i Castro mellan 1550 och 1553.

## Biografi
Gerolama Orsini förlovades 1513 med Pierluigi Farnese, son till påven Paul III och Silvia Ruffino. Vigseln ägde rum 1519 i Valentano. Hennes svärfar blev 1534 vald till påve. 
I enlighet med seden för adliga kvinnor i Kyrkostaten vid denna tid levde hon ett tillbakadraget liv i Rom och ägnade sig uteslutande åt familjens och släktens angelägenheter. Hon beskrivs som en person med gott förnuft, kapabel att fatta avgörande beslut när det var nödvändigt, som levde nära sin son och påven. Hon brevväxlade med humanister och personligheter i Curian, såsom Paolo Giovio, Giovanni Della Casa och Bartolomeo Cavalcanti. År 1545 blev maken av sin far påven utnämnd till regerande monark av den nygrundade staten hertigdömet Parma och Piacenza, vilket gav henne motsvarande titel. Hon levde dock kvar i Rom och bibehöll de viktiga kontakterna med påvehovet. Hon blev änka 1547, men kvarstannade i Rom. 
Efter Paul III:s död 1549 försökte hon och hennes söner arbeta för valet av sin egen kandidat till påve för att säkerställa släkten Farnese fortsatta inflytande, men misslyckades. Hennes yngre son Orazio Farneses förläning Castro ockuperades 1550 av den nyvalde påven Julius III. Gerolama Orsini hade samma år utnämnts till sin sons ställföreträdande regent eller guvernör, och hon tilläts kvarstå i positionen. Hon gjorde inget motstånd mot den påvliga ockupationen, men fortsatte effektivt att utöva civil jurisdiktion och inkomstförvaltning. Genom att enträget plädera för sin sons sak till arvets legat, Rodolfo Pio av Carpi, lyckades hon slutligen få påven att häva ockupationen 1552. 
I augusti 1553 underrättades hon om Orazios död. Hon avslutade då sitt regentskap och bosatte sig i Parma. Hon levde sedan i Palazzo Farnese i Piacenza, där hon dog 1590.

## Barn
Alessandro Farnese, född 1520
Vittoria Farnese, född antingen 1521 eller 1519
Ottavio Farnese, född 1524
Ranuccio Farnese, född 1530
Orazio Farnese, greve av Castro, född 1532